# 科韋利
科韋利（烏克蘭語：Ковель，羅馬化：Kovel，IPA：[ˈkɔʋelʲ] ⓘ）是乌克兰西北部沃倫州科韋利區科韦利市镇的城市，为该区及该市镇的行政中心（该市在2020年7月18日前为该州的州辖市，并不在该区的管辖范围内）。该市始建于1518年12月24日，面积47.3平方公里，海拔高度172米，2022年人口数量为67,575人。該市在歷史上曾屬於波蘭，二戰期間這裡發生過激烈戰鬥，戰後這裡的許多波蘭人被蘇聯政府強制遷移。該市也是烏克蘭西北部的鐵路交通樞紐，有鐵路通往布列斯特、里夫内、华沙和卢布林。

## 友好城市
- 波蘭 海乌姆（1995年）
- 乌克兰 布恰（2001年）
- 德国 瓦尔斯罗德（2003年）
- 波蘭 萊吉奧諾沃（2005年）
- 立陶宛 乌泰纳（2005年）
- 波蘭 下布熱格（2005年）
- 乌克兰 斯米拉（2005年）
- 波蘭 文奇納（2006年）
- 德国 巴尔辛豪森（2008年）
- 乌克兰 尼科利斯凱（2016年4月7日）
- 波蘭 巴博谢沃乡（波兰语：Baboszewo (gmina)）（2016年6月18日）
- 波蘭 什丘琴（2017年11月22日）
- 美国 錢布利（2022年）
- 德国 萨尔布吕肯（2023年）

## 图集

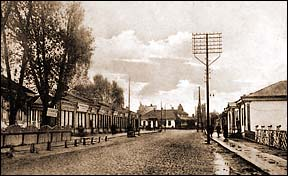
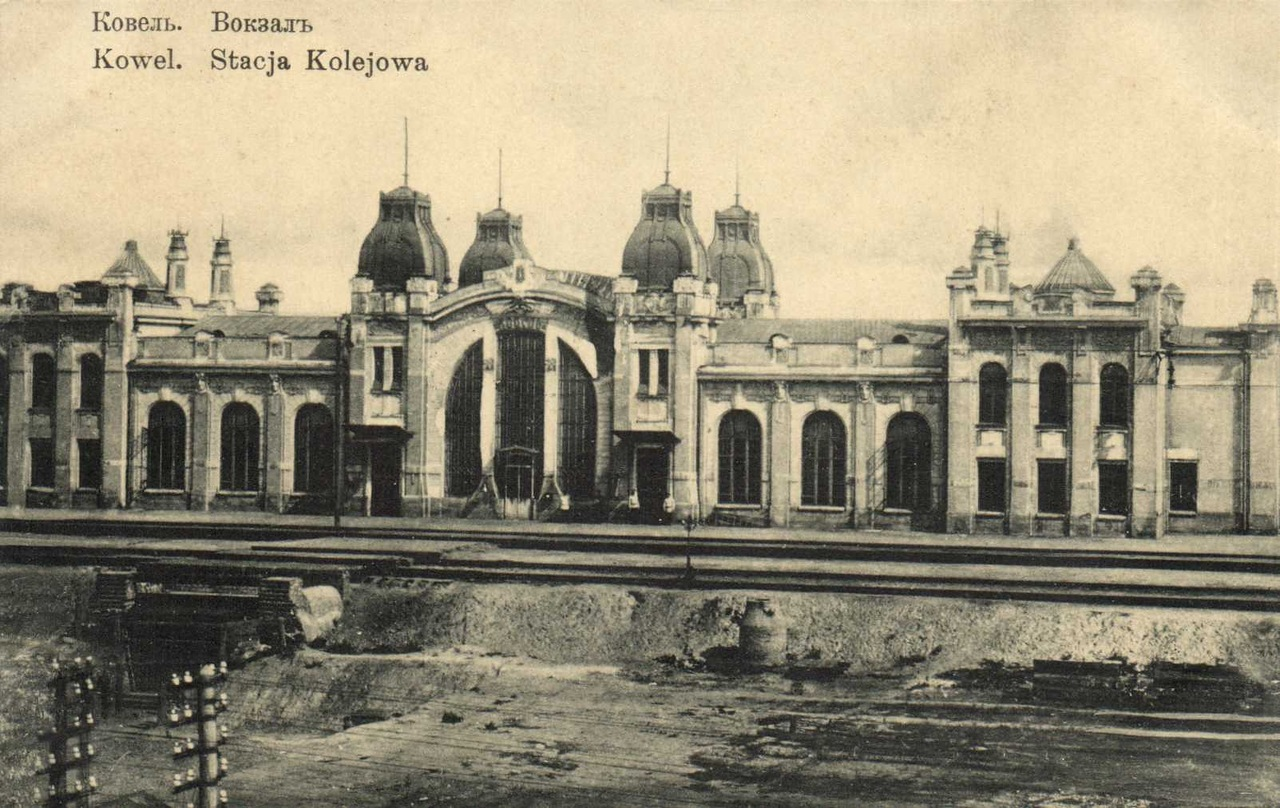
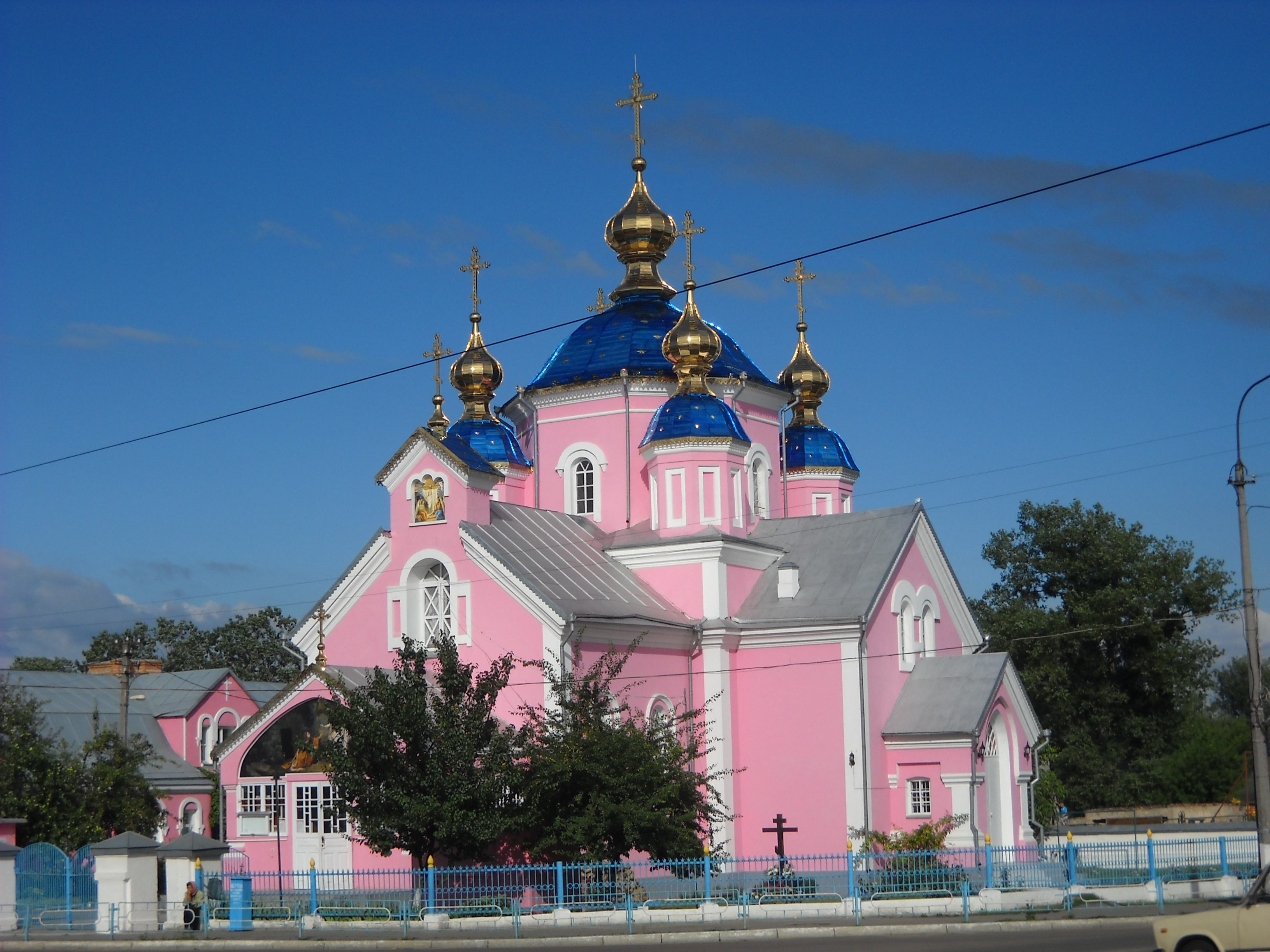
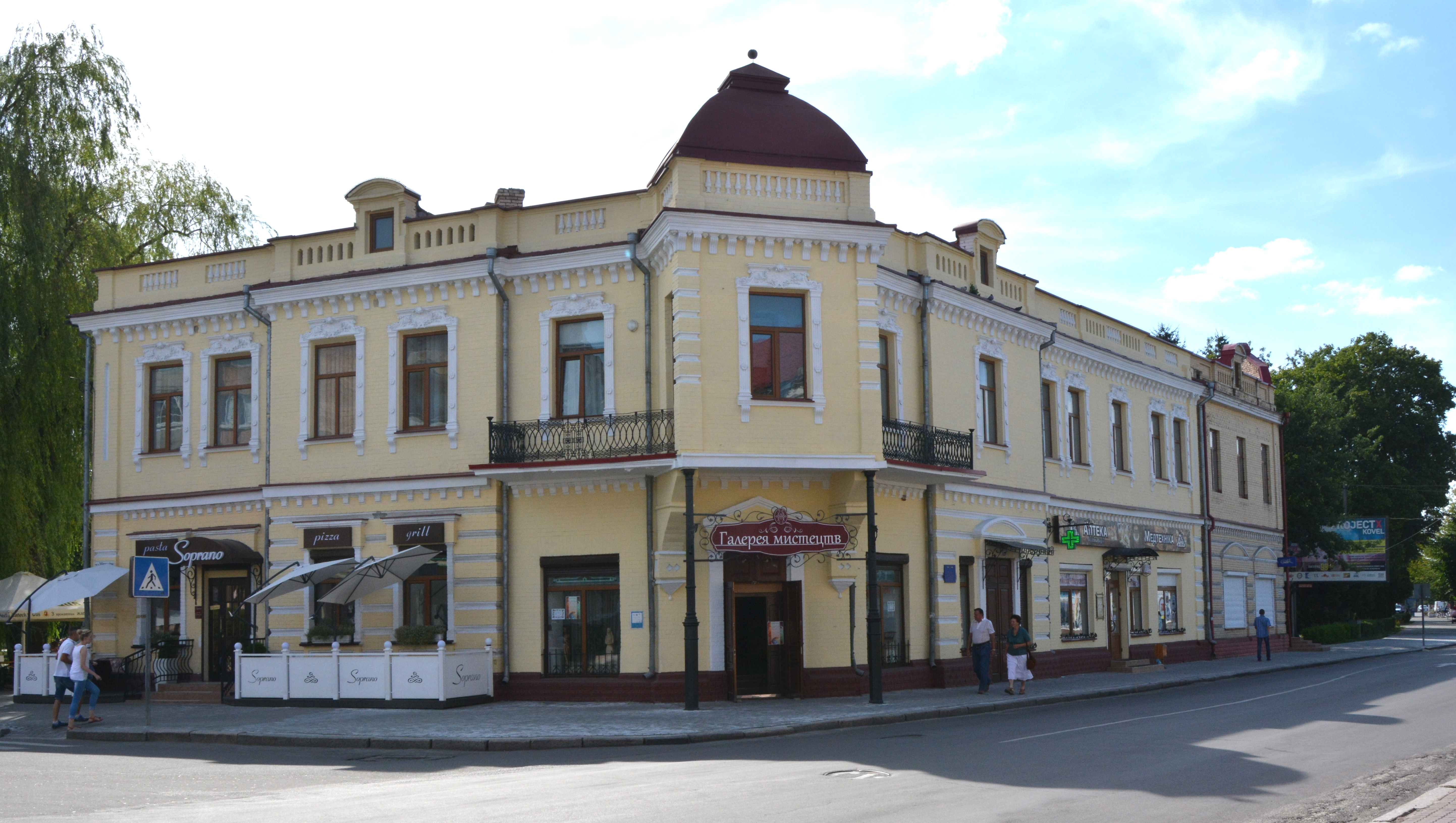
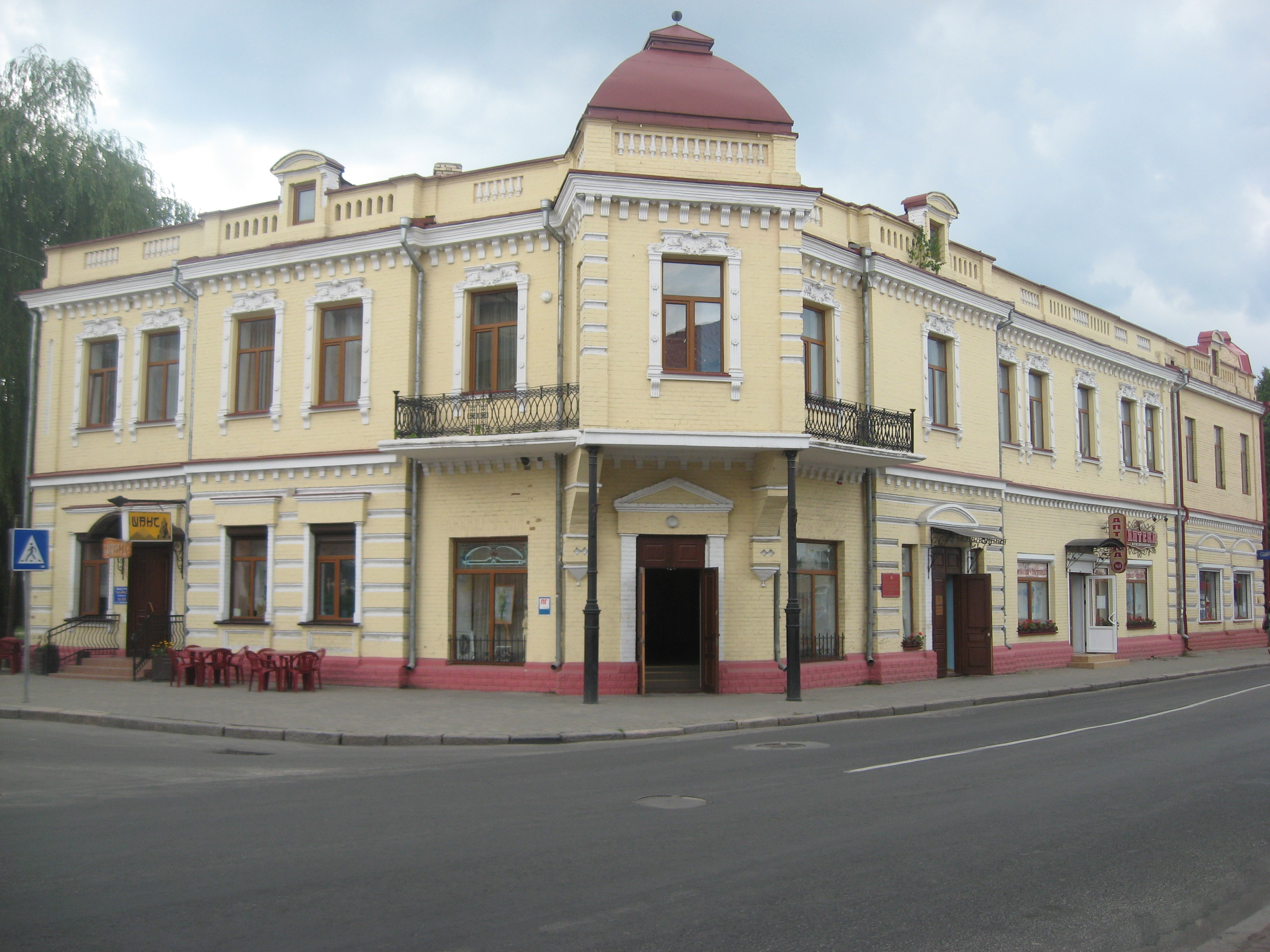
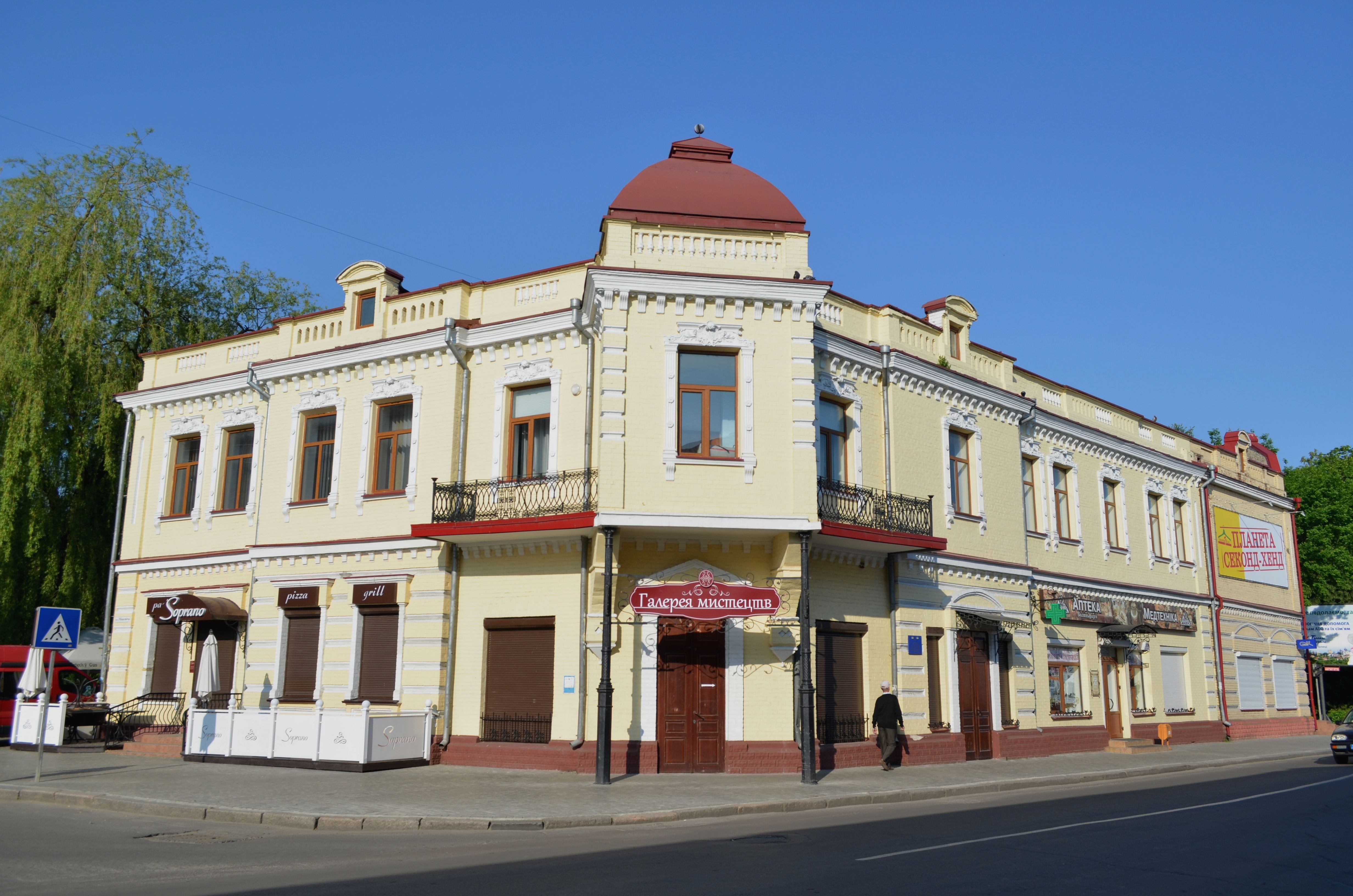
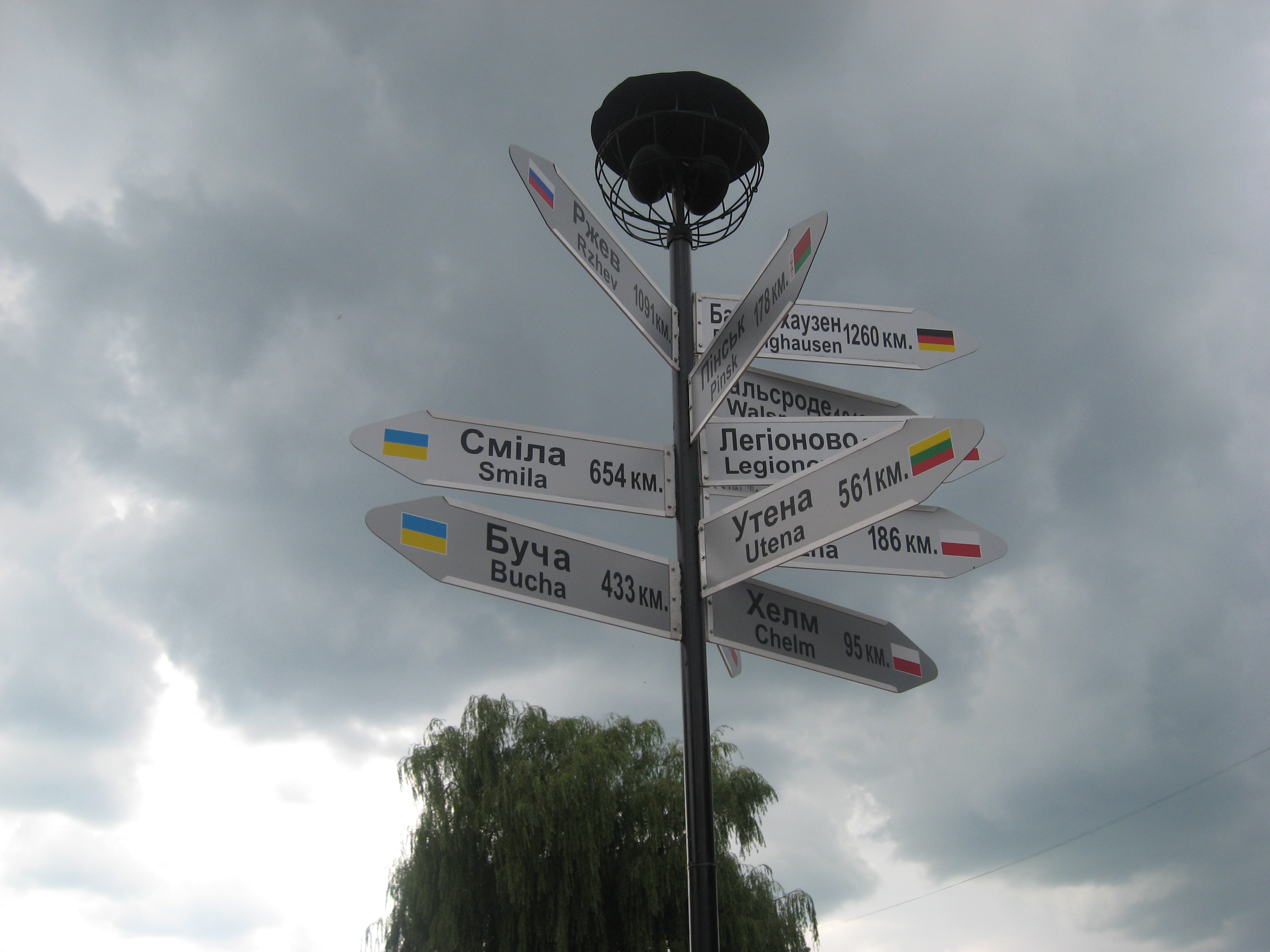

## 來源
1. ↑  周定国 (编). . . 中国对外翻译出版公司. NLC 003756704.
2. ↑   (PDF).   [2023-01-04]. （原始内容存档 (PDF)于2022-08-10）.